# Nix (hold)

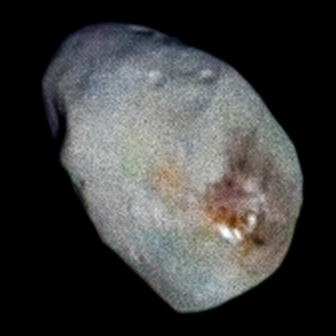
A Nix egy "jobb" felvételen

A Nix a Pluto körül keringő hold, ami valószínűleg a törpebolygó gravitációja által odavonzott aszteroida.

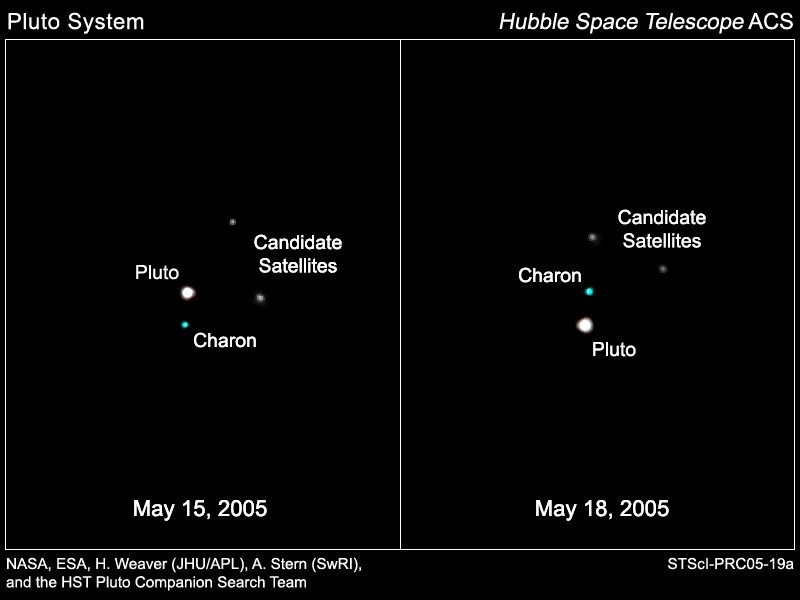
A képek, melyeken felfedezték a Nix-et

## Felfedezés
A Pluto társait kereső csapat a Hubble űrtávcsővel fedezte fel 2005 júniusában. A csapat  tagjai Hal A. Weaver, Alan Stern, Max J. Mutchler, Andrew J. Steffl, Marc W. Buie, William J. Merline, John R. Spencer, Eliot F. Young, és Leslie A. Young voltak.
Későbbi felfedezés volt a New Horizons küldetés. Az űrszonda lefényképezte a Pluto melletti Nixet 2015 július 14-én.

## Név
A Nix név eredete a görög mitológiából származik. Nix a sötétség és az éjszaka istennője, és Charon anyja volt. Charon pedig Hádész (Hades) "révészeként" élt. A New Horizons nevében pedig az N és a H kezdőbetűk a Nix és a Hydra nevére hagyatkoztak a névadásnál.

## Méretek
A Nix mérések szerint 56.3 x 25.7 km nagyságú, ami egy nagyon elnyújtott formát mutat, és magas geometrikus albedót is.
A felfedezés képein a Nix 6300-szor homályosabb volt, mint a Pluto. A New Horizons kimutatta, hogy a Nix átmérője 32 kilométer (20 mérföld).